# Costel Pantilimon
Costel Fane Pantilimon (Bacău, 1. veljače 1987.) bivši je rumunjski nogometaš koji je igrao na poziciji vratara. 
Profesionalnu karijeru je započeo u 2003. godini u Temišvar, gdje je postao prvi vratar rumunjskog kluba. Debitirao je za Temišvar u Ligi I protiv Dinamo Bukurešta u ožujku 2007. godine. U listopadu 2011. godine je poslan na posudbu u engleski Manchester City, nakon odlaska Shay Givena. U 2012. godini je prešao u Manchester City za tri milijuna funtis ugovor do 2016. godine. U lipnju 2014. godine je potpisao bez odštete sa Sunderlandom. Za Sunderland je debitirao u drugom krugu engleske Lige kup protiv Birmingham Cityja u 0:3 pobjedi u listopadu. U Premier ligi je debitirao protiv Crystal Palacea, gdje je Sunderland odnio pobjedu u studenom 2014. godine. Potom je se pridružio Watfordu na tri i pol godine za osam milijuna funti. Debitirao je na golu Watforda 30. siječnja protiv Nottingham Foresta u siječnju 2016. godine. 
U engleskoj prvoj ligi je rumunjski vratar debitirao protiv Liverpoola, gdje je primio četiri gola u 6:1 porazu. Krajem kolovoza 2017. je Pantilimon posuđen Deportivu de La Coruñi na godinu dana. Nakon druge posudbe u Nottingham Forest, Pantilimon je u ljeto 2018. godine potpisao trogodišnji ugovor s klubom s City Grounda. U trinaest utakmica je rumunjski reprezentativac uspio četiri puta obraniti svoju mrežu u prvoj sezoni. Pod bivšim trenerima Aitora Karanke i Martina O'Neilla je Pantilimon bio standardni vratar engleskog kluba. S dolaskom francuskog trenera tuniških korijena Sabrija Lamouchija, Pantilimon je počeo manje igrati za Nottingham Forest. Kosovski reprezentativac Aro Muric je postao prva opcija ispred Pantilimona, pa su se tako pojavile glasine o Pantilimonovom odlasku u Olympiakos SFP u kolovozu 2019. godine. Međutim, Crveni su te glasine demantirali.
Za rumunjsku nogometnu reprezentaciju je debitirao protiv Gruzije u 2008. godini i odigrao je preko 25 utakmica za domovinu. Rumunjski nogometni izbornik objavio je u svibnju 2016. popis za nastup na Europskom prvenstvu u Francuskoj, na kojem je se nalazio Pantilimon. Nije igrao u prve dvije utakmice na Europskom prvenstvu protiv Francuske i Švicarske.

## Vanjske poveznice
- Profil na Transfermarktu
- Profil na Soccerwayu